# Newport-Mühle

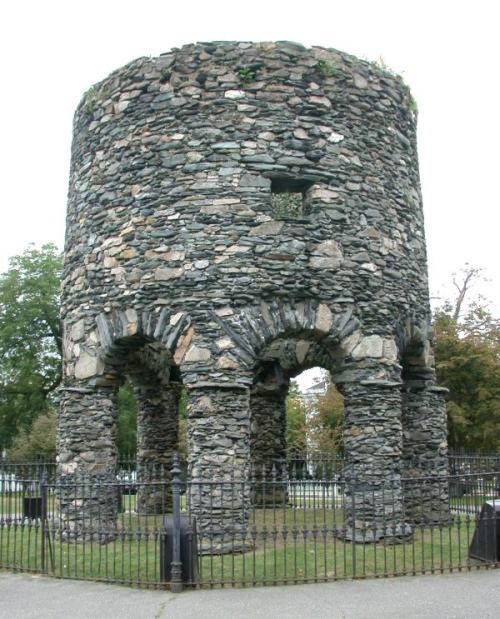
Mühle in Newport

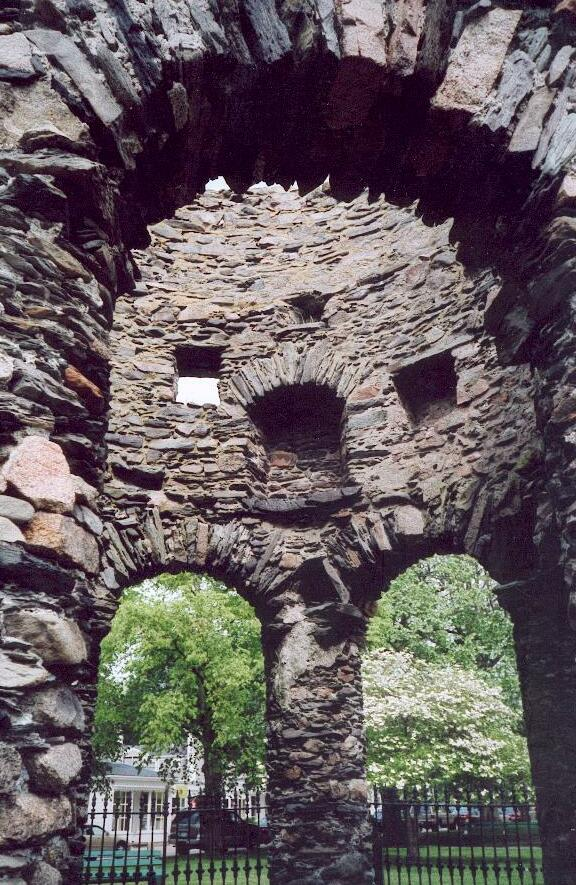
Mühle in Newport, Innenansicht

Die Newport-Mühle (englisch Newport Mill, auch: Round Tower, Touro Tower, Newport Stone Tower, Old Stone Mill (OSM), Mystery Tower) ist ein aus Bruchsteinen errichtetes, turmähnliches Gebäude im Touro Park in Newport im US-Bundesstaat Rhode Island. Das Bauwerk lieferte Stoff sowohl für wissenschaftliche und populärwissenschaftliche Veröffentlichungen als auch für zahlreiche Artikel in Boulevardzeitungen. Sein Ursprung und sein Zweck waren häufig Gegenstand von Spekulationen, und es gibt zahlreiche Theorien, manche abstrus, manche plausibel, die während der letzten mehr als einhundert Jahre aufgetaucht sind.

## Baubeschreibung
Der Turm steht auf einer Anhöhe oberhalb des Hafens von Newport inmitten eines kleinen Parks an der mit historischen Gebäuden aus der Kolonialzeit bestandenen Bellevue Avenue. Eine Informationstafel am Parkeingang enthält eine kurze Beschreibung mit dem Hinweis, dass es sich um eine historische Mühle aus dem 17. Jahrhundert handelt.
Heute sind nur noch die Außenmauern des Gebäudes erhalten. Der runde Turm ist aus weitgehend naturbelassenen und unbearbeiteten Granit-Feldsteinen der näheren Umgebung errichtet, die mit einem Mörtel aus Muschelkalk, Sand und Wasser vermauert sind. Das Bauwerk ist nicht exakt rund, sondern leicht oval: der eine Durchmesser beträgt 6,75 m, der andere 7,08 m. Der Turm ist ca. 7,30 Meter hoch, die Wände sind etwa 1,00 Meter dick.
Aus Aussparungen im Mauerwerk für eine Holzbalkendecke im Innern kann man schließen, dass das Gebäude ursprünglich zwei Stockwerke aufwies. Das Erdgeschoss ist mit acht offenen Rundbögen als offene Arkade ausgebildet, die von gemauerten, etwa 3,50 Meter hohen Rundsäulen gestützt wird. Über jeder Säule ist ein unregelmäßig geformtes Loch in der Wand zu sehen, das offenbar als Balkenauflage für einen ebenfalls hölzernen Fußboden diente. Etwas darüber sind weitere vier Löcher in der Wand, die drauf schließen lassen, dass es ein zweites Stockwerk gegeben haben muss. Im Nordosten lassen sechs Aussparungen im Mauerwerk vermuten, dass dort einst Holzstufen für eine Treppe eingelassen waren. Es sind keinerlei Reste der hölzernen Stufen erhalten.
Im oberen Gebäudeteil befinden sich mehrere einfache Fenster unterschiedlicher Größe, vier davon lediglich kleine, horizontale Schlitze. Drei ungefähr quadratische Fenster sind etwas größer, von denen eines so ausgerichtet ist, dass man ursprünglich einen guten Überblick über die Narragansett Bay hatte, der heute jedoch von hohen Bäumen verdeckt wird. An der Innenwand sind mehrere gemauerte Nischen und ein offener Kamin erkennbar.

## Geschichte

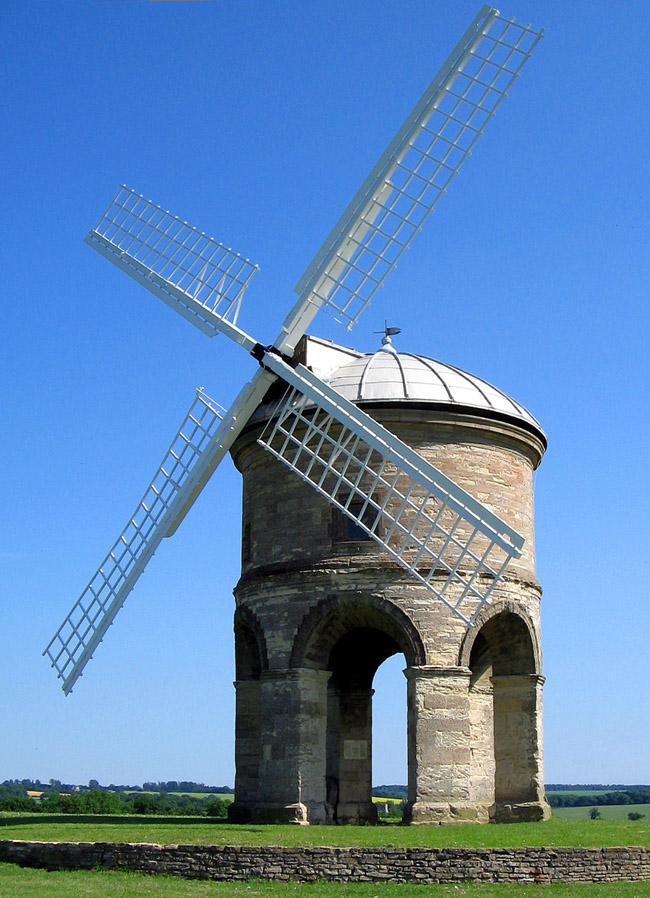
Windmühle Chesterton

Mit hoher Wahrscheinlichkeit wurde der Turm in der zweiten Hälfte des 17. Jahrhunderts im Auftrag von Benedict Arnold (1615–1678) errichtet. Dessen Vater William Arnold stammte aus Leamington, Warwickshire, Vereinigtes Königreich. Die Familie Arnold war 1635 nach Amerika emigriert und Benedict wurde 1663 Gouverneur der Kolonie Rhode Island. 1675 zerstörte ein Sturm die hölzerne Windmühle von Peter Easton in Newport.:53 Benedict Arnold ließ daraufhin eine neue steinerne Mühle bauen, die sich am Vorbild einer Mühle orientierte, die 1632–33 in Chesterton, in der Nähe des Herkunftsortes seiner Familie, errichtet worden war. Die Ähnlichkeit der beiden Gebäude ist unübersehbar, die Chesterton-Mühle wurde allerdings aus sorgfältig behauenen Steinen erbaut und hat nur sechs Säulen. Inzwischen ist sie im Besitz des National Trust, wurde restauriert und mit einer Rekonstruktion des ursprünglichen Daches und der Windmühlenflügel versehen.
In seinem Testament vom 24. Dezember 1677 erwähnt Arnold zweimal eine „steinerne Mühle“ als Markierung, um den Ort seines Begräbnisses und das Grundstück zu identifizieren, das er seiner Witwe Damaris Arnold hinterlassen wollte:

“My body I desire and appoint to be buried at ye Northeast corner of a parcel of ground containing three rods square, being of, and lying in, my land, in or near the line or path from my dwelling house, leading to my stone-built wind-mill in ye town of Newport.”

„Ich wünsche und ergänze, dass mein Leichnam an der nordöstlichen Ecke einer Parzelle von drei Ruten im Quadrat begraben wird, die zu meinem Land gehört und darin liegt, an oder in der Nähe der Strecke oder des Pfades, der von meinem Wohnhaus zu meiner aus Stein gebauten Windmühle in der Stadt Newport führt.“

Ein Anhang zu diesem Testament wurde in darauffolgenden Februar verfasst, und Gouverneur Arnold starb am 19. Juni 1678 in seinem Arbeitszimmer.
Auf einem Stadtplan von Newport aus dem Jahr 1758, von Ezra Stiles (1727 – 1795; Theologe und 7. Präsident der Yale University) mit Tinte auf Papier gezeichnet, ist die Mühle oberhalb der Ansiedlung Newport dargestellt. Der Maler Gilbert Stuart hat den Newport Tower im Mittelgrund eines Ölgemäldes von 1777 abgebildet. Im Vordergrund sind mehrere Personen bei der Heuernte zu sehen, im Hintergrund einige Gebäude der Stadt Newport. Im Gegensatz zu heute stand der Turm damals isoliert auf offenem Weideland, auf einer kleinen Anhöhe außerhalb der städtischen Bebauung. Der auf dem Bild erkennbare Zustand der Mühle entspricht in etwa dem heutigen. Zwischen 1776 und 1779 hatte Newport eine britische Besatzung. Es gibt Hinweise, dass die Briten die Newport-Mühle als Pulvermagazin nutzten und sie bei ihrem Abzug sprengen wollten.:6 Das wäre eine Erklärung dafür, dass Stuart die Mühle ohne Dach und Windmühlenflügel dargestellt hat.

## Wissenschaftliche Erforschung
1948/49 führte eine Gruppe von Archäologen der Society for American Archaeology (SAA) unter der Leitung von William Godfrey und Hugh Henken von der Harvard University am und im Turm umfangreiche Ausgrabungen durch. Sie fanden keine Artefakte, die älter als aus dem 17. Jahrhundert zu datieren waren, lediglich Münzen (von 1696 und eine aus 1949), Glas- und Keramikscherben, Glasflaschen aus mehreren Jahrhunderten, handgeschmiedete und maschinell gefertigte Nägel, zwei Tonpfeifen und den rechteckigen Absatz eines Stiefels. In seiner Dissertation von 1951 zum Ph.D. mit dem Titel Digging a Tower and Laying a Ghost, kommt Godfrey zu dem eindeutigen Schluss, dass das Bauwerk im 17. Jahrhundert errichtet wurde. Er gelangte zu der Auffassung, dass entweder „Gouverneur Arnold den Turm gebaut hat oder jemand aus seiner Zeit.“
Der Bauingenieur Edward A. Richardson untersuchte den Turm aus bautechnischer Sicht und kam zu dem Schluss, das Bauwerk entspräche nicht dem üblichen Erscheinungsbild einer Windmühle. Die Bauausführung sei für diesen Zweck nicht geeignet: Die Böden hielten der zu erwartenden Belastung nicht stand, der Kamin sei am falschen Platz und es hätte keine Möglichkeit gegeben, die Gerätschaften in das Gebäude zu bringen. Er hielt den Newport Tower für einen Signalturm.
1993 nahm ein dänisch-finnisches Expertenteam Radiokohlenstoffdatierungen des Mörtels vor. Sie entnahmen sieben Proben aus dem Turm und eine Vergleichsprobe aus dem Wanton-Lyman-Hazard-Haus, dem ältesten erhaltenen Wohnhaus in Newport, von dem man weiß, dass es um 1697 erbaut wurde. Die Probenanalyse zeigte, dass die Newport-Mühle mit hoher Wahrscheinlichkeit im 17. Jahrhundert erbaut wurde, wahrscheinlich zwischen 1635 und 1698. Die Auswertung der Daten warf jedoch mehr Fragen auf als sie Antworten lieferte, denn sogleich meldeten sich Kritiker zu Wort, die mögliche Fehlerquellen aufzeigten und die gewonnenen Daten anders interpretierten.
1994 veröffentlichte William Penhallow, Professor für Physik und Astronomie an der University of Rhode Island, einen Artikel, in dem er behauptete, die Mühle sei ein astronomischer Kalender, eine Art Horologium. Die Fenster seien nach astronomischen Konstellationen ausgerichtet und markierten die Positionen der Sonne und des Mondes an bestimmten Jahrestagen sowie die des Polarsterns und des Dubhe im Sternbild Ursa Major. Auf einer der Fensterbänke will er Markierungen erkannt haben, die Visierlinien eines Astrolabiums seien.:52 Der Turm sei, so spekuliert er, zwischen dem 13. und dem 15. Jahrhundert errichtet worden, von wem, lässt er offen.
Suzanne Carlsson, eine Architektin von der New England Antiquities Research Association (NEARA), veröffentlichte 2001 eine Monografie über die Newport-Mühle, die die verschiedenen Thesen sowie die wissenschaftlichen Untersuchungsergebnisse unter architektonischen Gesichtspunkten untersucht und mit anderen Bauwerken des alten Europa vergleicht.
Carlsson vermeidet eine endgültige Aussage und schreibt:

„Eine umfassendere Untersuchung der Baugeschichte der Türme, der Klosterarchitektur und insbesondere der rituellen Reinigungsbecken und kleinen kirchlichen Bauten ist erforderlich und sollte eine Untersuchung der Strukturen, sowohl sakral als auch weltlich, beinhalten, die den Planungen zugrunde lagen.“

. Die Early Sites Research Society (ESRS), eine private Institution, die es sich zum Ziel gesetzt hat, präkolumbische Kulturen Amerikas zu erforschen, ließ 2003 die Fläche des Truro-Parks mit einem Bodenradar untersuchen. Man identifizierte zwei Objekte unter dem Bodenniveau, eine große, flache Steinplatte und Reste einer Mauer, deren Zweck nicht erkennbar war. Es wurden allerdings keine Strukturen gefunden, die unmittelbar mit dem Turm assoziiert waren, beispielsweise als Anbauten.:72

## Die Spekulationen
Ungeachtet der wissenschaftlichen Erforschung gibt es seit dem 19. Jahrhundert zahlreiche mehr oder minder seriöse Spekulationen, wer das Bauwerk errichtet haben könnte. Nachfolgend werden einige davon zusammenfassend dargestellt, ohne deren Seriosität zu bewerten:

### Wikinger
Der dänische Archäologe und Philologe Carl Christian Rafn äußerte in seinem 1837 teilweise in lateinischer Sprache herausgegebenen Buch Antiqvitates Americanæ, in dem erstmals die Entdeckung Amerikas durch Leif Eriksson dargelegt wurde, die Vermutung, der Turm sei im 12. Jahrhundert von Wikingern unter der Führung von Erik Gnupsson, einem Bischof von Gardar, als Taufkapelle errichtet worden. Er verglich den Turm mit Rundkirchen des 11. Und 12. Jahrhunderts in Nordeuropa, zum Beispiel der Kirche von Nylars, der Olskirke bei Allinge oder der Østerlas Kirke auf Bornholm. Rafn hat Newport niemals besucht und die Mühle auch nicht selbst in Augenschein genommen. Seine Vermutungen basieren auf der Korrespondenz mit Thomas H. Webb, dem damaligen Sekretär der Rhode Island Historical Society, der ihm umfangreiches Quellenmaterial zur Verfügung stellte.
Rafns These wurde von anderen Archäologen aufgegriffen und führte zu zahllosen Vergleichen mit anderen sakralen und profanen Bauten in Nordeuropa, unter anderem mit der Rundkirche von Orphir auf Mainland (Orkney) und der Temple Church in London.
Wahrscheinlich haben Rafns Theorien Henry Wadsworth Longfellow zu seinem fiktionalen Gedicht von 1841: „The Skeleton in Armor“ inspiriert, in dem es um einen Wikinger geht, der für seine Geliebte einen „hochaufragenden Turm“ errichtet:
There for my lady’s bower
Built I the lofty tower,
Which, to this very hour,
Stands looking seaward.
Ein weiterer, einflussreicher Vertreter der Wikinger-Theorie war Philip Ainsworth Means, ein auf südamerikanische Kulturen spezialisierter Archäologe. Er recherchierte die Berichte und Diskussionen über den Newport Tower zurückreichend bis in das 18. Jahrhundert, stellte Bilder, Zeichnungen und Fotografien zusammen und ließ seine Studenten von der Brown University das Bauwerk vermessen, zeichnen sowie fotografieren und regte archäologische Grabungen an. Seine Erkenntnisse fasste er in seinem reich bebilderten Buch von 1942 zusammen, ein inzwischen zwar in Teilen veraltetes, aber immer noch bedeutsames Grundlagenwerk.

### Iren oder Kelten
Der irische Mönch Brendan soll, wie in der Navigatio Sancti Brendani, einer vermutlich im 9. Jahrhundert entstandenen Handschrift, zu lesen ist, zwischen 565 und 573 von Irland aus mit einem Curragh mit zwölf Begleitern über verschiedene Inseln, die als Shetlandinseln, Färöer und Island gedeutet werden, nach Westen ins „verheißene Land“ gereist sein. Der pensionierte Captain der US Navy und Hobby-Kartograph Arlington H. Mallery (nicht Mallerey, wie Däniken schreibt) glaubte nach Auswertung der Piri-Reis-Karte, Brendan sei bis an die Ostküste Amerikas gekommen und er und seine Gefährten hätten den Newport-Turm errichtet. Basierend auf den Mauerwerksbautechniken, die er mit den Bienenkorbhütten von Skellig Michael verglich, stellte er die Behauptung auf, der Turm sei unzweifelhaft keltischen Ursprungs.
Die These wurde von Erich von Däniken aufgegriffen und verbreitet. Däniken schreibt den Bau des Newport-Turmes St. Brendan oder seinen Gefährten zu und weist auf die Ähnlichkeit mit irischen Rundtürmen hin.

### Tempelritter
Andrew Sinclair, ein britisches Multitalent und Verfasser von zahlreichen populärwissenschaftlichen Büchern, phantastischen Romanen und Kurzgeschichten, behauptet, der Turm sei von den Tempelrittern unter der Führung von Henry Sinclair, Jarl von Orkney erbaut worden. Sinclair, angeblich ein Angehöriger des Templerordens, sei mit den Brüdern Nicolò und Antonio Zeno, venetianischen Seefahrern des 14. Jahrhunderts, in den Nordatlantik gereist und habe Nova Scotia und die amerikanische Ostküste bereits vor der Atlantiküberquerung des Christoph Columbus erkundet. Sinclair habe eine Siedlung in Nordamerika geplant und den Newport Tower als Wachturm errichtet.

### Portugiesen
Der Psychologe Edmund Burke Delabarre (1863–1945) von der Brown University in Providence kam aufgrund von Untersuchungen des Dighton Rock, einem im Taunton River bei Berkley (Massachusetts) aufgefundenen, 40 Tonnen schweren Fels mit mysteriösen Inschriften, zu der Ansicht, der Turm sei von dem portugiesischen Kapitän João Vaz Corte-Real oder seinem Sohn Miguel Corte-Real als Beobachtungs- und Signalturm errichtet worden.
Herbert Pell, Botschafter der USA in Portugal von 1937 bis 1941, hielt die Mühle in Newport für ein sakrales Bauwerk und verglich sie mit der Rundkirche des Convento de Cristo, einem 1162 von Tempelrittern gegründeten Wehrkloster in der portugiesischen Stadt Tomar. Miguel Corte-Real sei Mitglied des Ordens der Christusritter gewesen und habe den Turm nach dem Vorbild der Kirche in Tomar gebaut. Corte Reals Schiff sei nahe der Mündung des Taunton River havariert und Zweck des Turmes sei es gewesen, ein weithin sichtbares Signal für vorbeifahrende Schiffe aufzurichten.

### Chinesen
Der britische Schriftsteller und ehemalige U-Boot-Kapitän Gavin Menzies behauptet in seinem Buch 1421 – Als China die Welt entdeckte, der Turm sei in der ersten Hälfte des 14. Jahrhunderts von Chinesen errichtet worden. Der kaiserlich chinesische Admiral Zheng He habe bei einer seiner Erkundungsreisen das Kap der Guten Hoffnung umschifft und sei in den Nordatlantik gesegelt. Die Schatzschiffe seien bis in die Narragansett Bay gelangt, und dort hätten die Chinesen eine Siedlung gegründet. Der Newport Tower habe Ähnlichkeit mit dem Zaiton (oder Zaitun)-Turm in Quanzhou.

### Amerikanische Ureinwohner
Der Schauspieler und politische Aktivist für die „First Americans“ Nipo Strongheart (1891–1966), bürgerlicher Name George Mitchell, über seine Mutter Stammesmitglied der Yakama, behauptete in einem Zeitungsartikel im Providence Daily Journal (heute: Providence Journal), der Turm sei vom Stamm der Narraganset als Kultstätte errichtet worden. Das ist unwahrscheinlich, da es keinen archäologischen Beleg dafür gibt, dass die amerikanischen Ureinwohner massive Gebäude aus mit Mörtel verbundenen Steinen errichtet haben.

## Sonstiges
- Der Newport-Tower war auf dem Wappen des Landungsschiffes USS Newport (LST-1179) abgebildet.
- Der Newport-Tower spielt eine wichtige Rolle in dem Roman The Red Rover (deutscher Titel: Der rote Freibeuter) von James Fenimore Cooper. Das Buch ist eine Geschichte über das revolutionäre Newport, in der Piraten geheime Treffen in der Turmruine abhalten.